# Totenleuchte (Schulpforte)

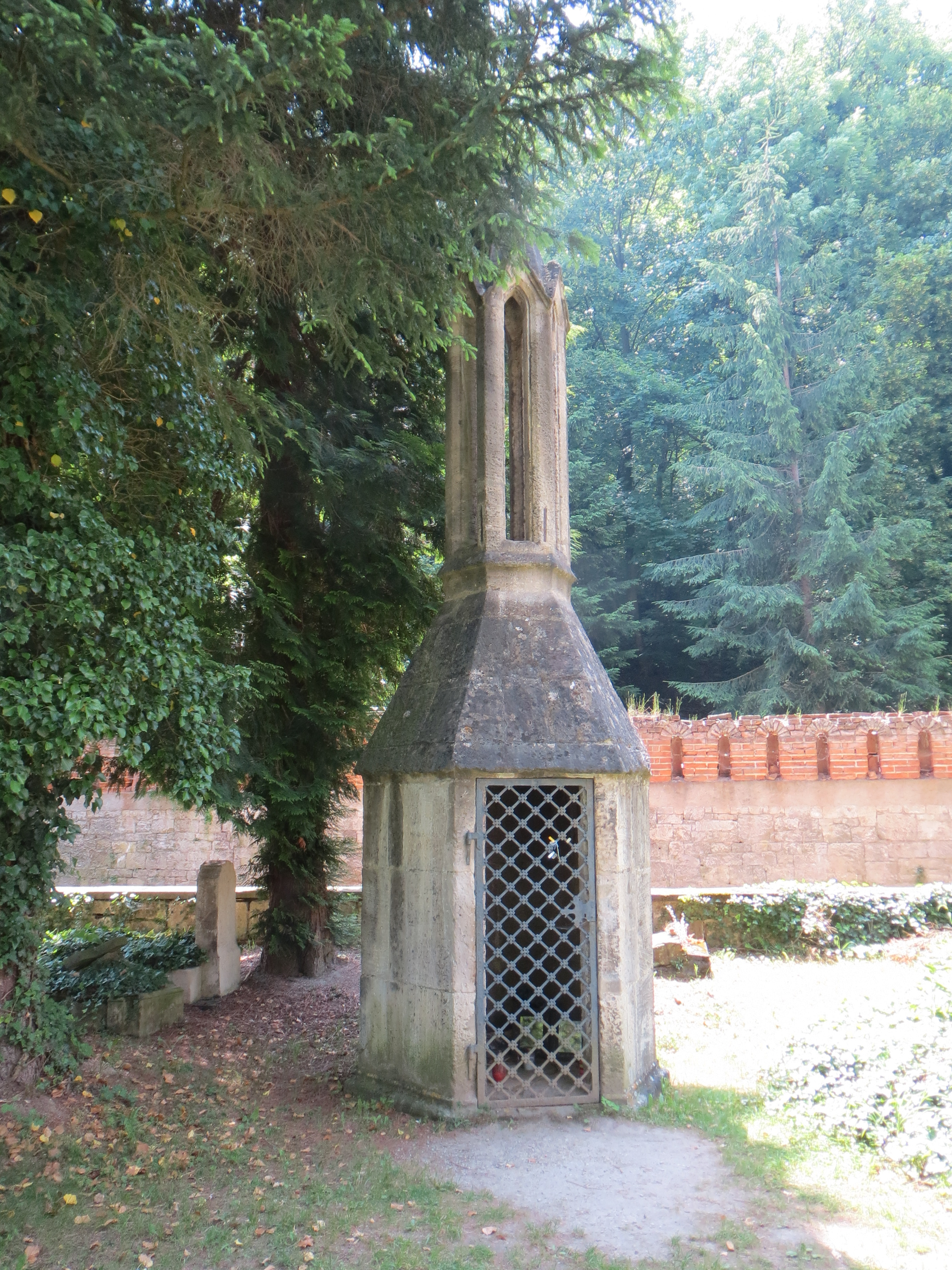
Totenleuchte in Schulpforte (2014)

Die Totenleuchte auf dem Friedhof in Schulpforte, einem Ortsteil des Naumburger Stadtteils Bad Kösen im Burgenlandkreis in Sachsen-Anhalt, wurde um 1268 errichtet. Die frühgotische Totenleuchte ist als Teil der ehemaligen Zisterzienserabtei Pforta ein geschütztes Baudenkmal.
Die Totenleuchte wurde im Januar 2018 von umstürzenden Bäumen des Orkantiefs Friederike zerstört. Im Mai 2019 wurde die restaurierte Totenleuchte im Rahmen des Schulfestes der Landesschule Pforta wieder eingeweiht.

## Beschreibung
Die Totenleuchte ist eine sechseckige Kapelle mit einer sechsseitigen abgestumpften Pyramide als Dach. Sie ist die einzige ihrer Art aus dieser Zeit im deutschsprachigen Raum. Aus einer Urkunde geht hervor, dass die: Äbte Ditmar von Walkenried und Albero zur Pforte bestimmen, daß aus den Einkünften eines Klostergutes ein Talglicht zu beschaffen sei, das zur Nachtzeit auf dem Gottesacker zu Porta brennen solle, an einer Stelle, die der Abt selber noch festzulegen habe.